# 龍ヶ塚古墳
龍ヶ塚古墳（りゅうがづかこふん、竜ケ塚古墳）は、福島県岩瀬郡天栄村白子にある古墳。形状は前方後円墳。福島県指定史跡に指定されている。

## 概要
福島県南部、阿武隈川支流の広戸川北岸の河岸段丘上に築造された古墳である。現在は前方部墳頂に淡島神の石祠が鎮座する。現在までに墳丘周辺は大きく削平を受けているほか、1977年（昭和52年）に周溝確認調査が実施されている。
墳形は前方後円形で、前方部を西北西方向に向ける。墳丘は2段築成と見られる。墳丘周囲には幅10メートルの盾形周濠が巡らされ、周濠からは須恵器大甕が検出されている。埋葬施設は未調査のため明らかでない。
この龍ヶ塚古墳は、古墳時代後期の6世紀後半頃の築造と推定される。旧岩瀬郡域では最大規模の後期古墳として重要視される古墳であり、被葬者を石背国造一族とする説が挙げられている。特に広戸川南岸の志古山遺跡では、公的性格の強い官衙風建物が検出されているほか、磐瀬郡広門郷を裏付ける「広門斗」墨書土器、磐瀬郡大領の丈部氏の私有と見られる銅印「丈龍私印」が出土しており、龍ヶ塚古墳との関連性が指摘される。
古墳域は1980年（昭和55年）に福島県指定史跡に指定されている。

## 遺跡歴
- 1977年（昭和52年）、県営圃場整備事業に伴う周溝確認調査（天栄村教育委員会、1980年に概報刊行）[1][2]。
- 1980年（昭和55年）3月28日、福島県指定史跡に指定[4]。

## 墳丘
墳丘の規模は次の通り。

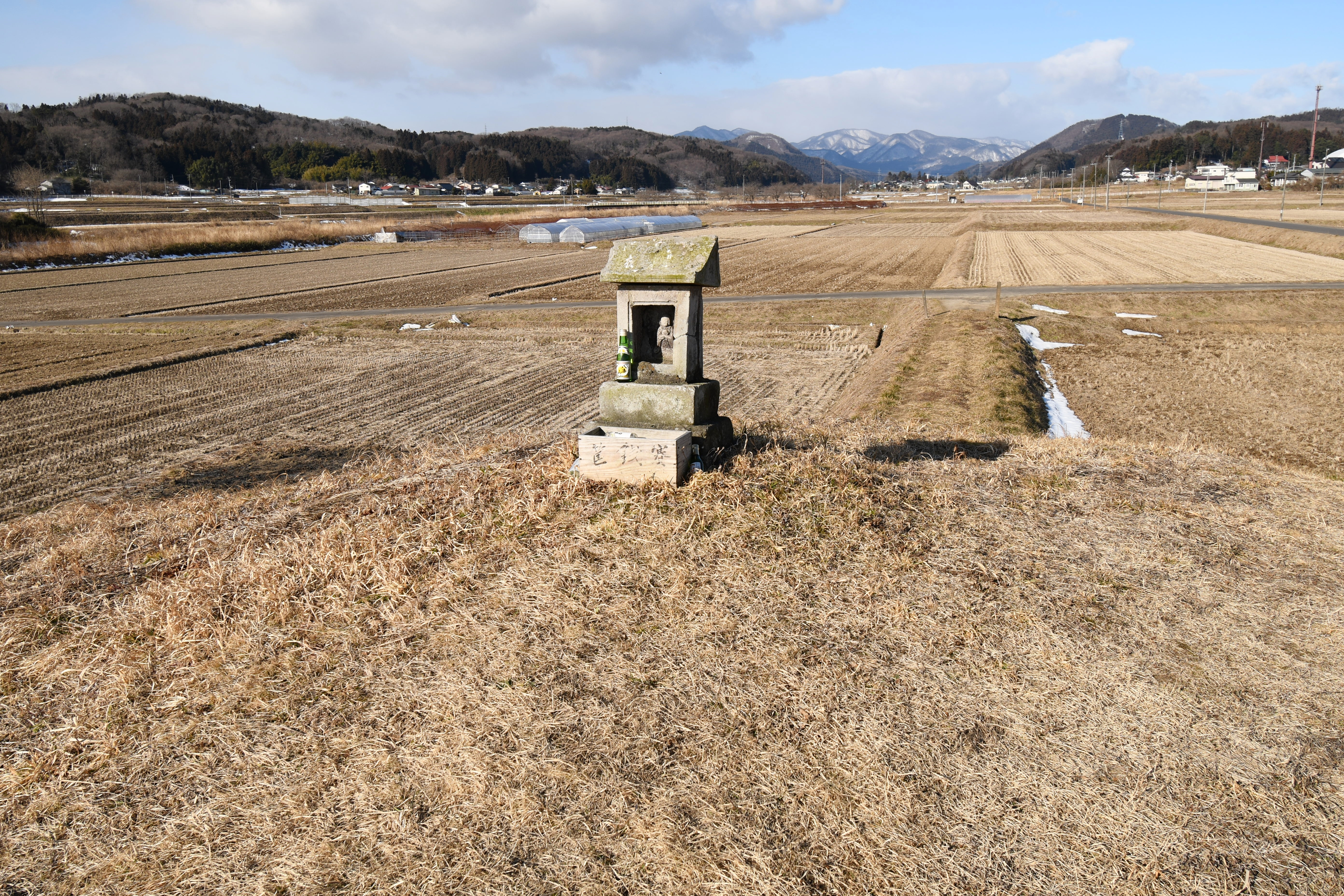
前方部墳頂の淡島神石祠

- 墳丘長：48.5メートル（現存33メートル）
- 後円部 直径：24メートル
- 前方部 前端幅：37メートル

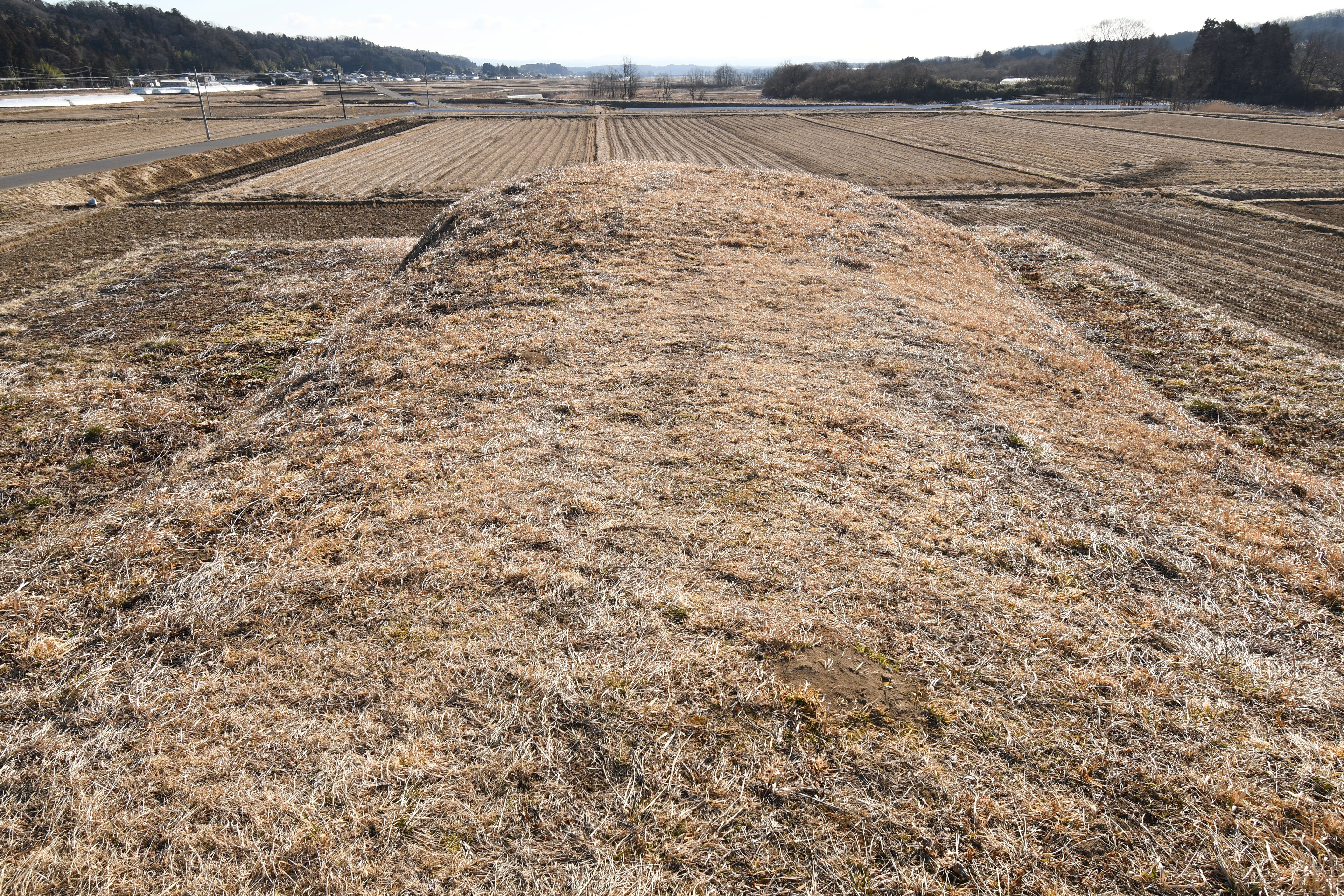
前方部から後円部を望む
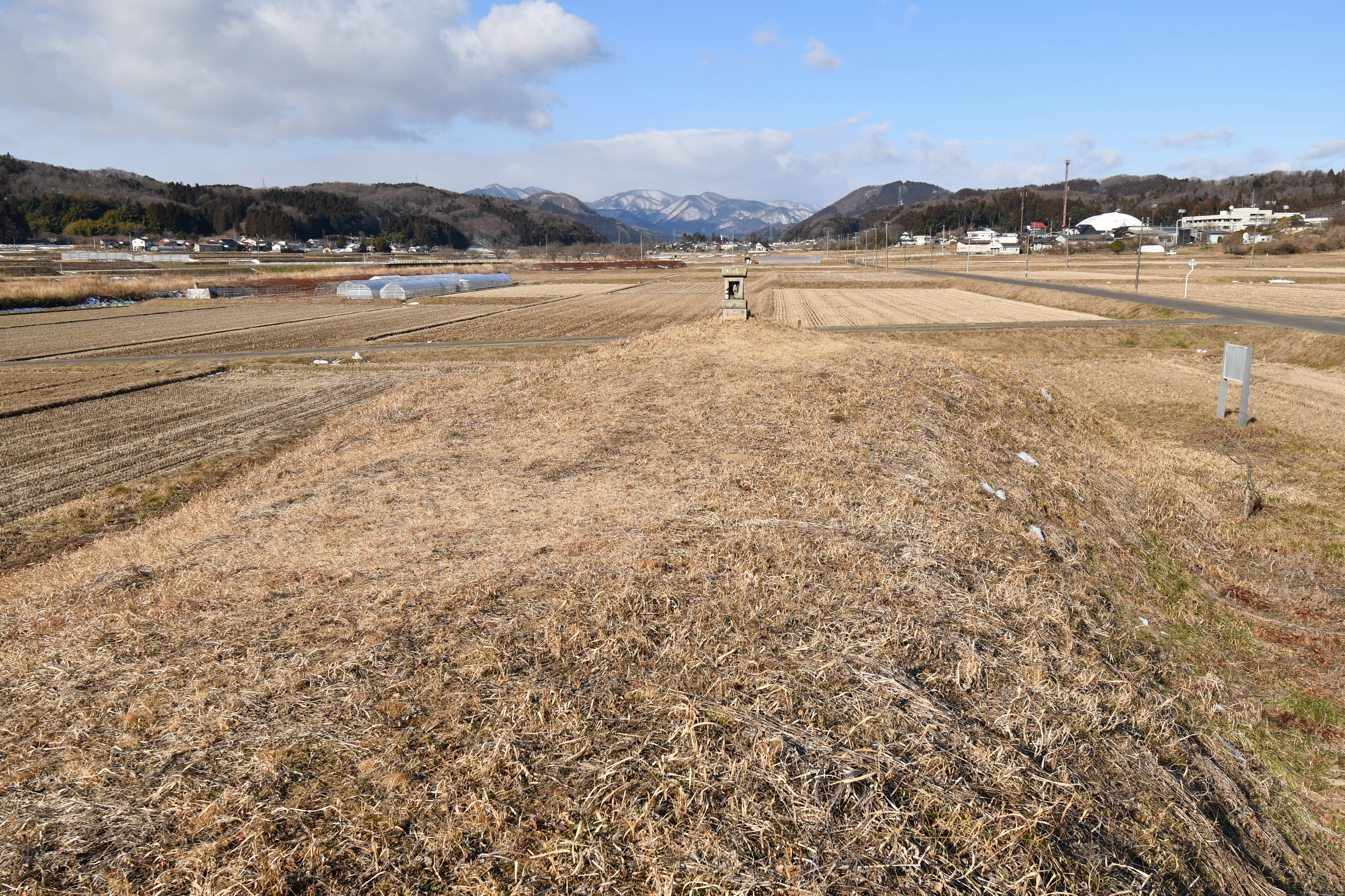
後円部から前方部を望む

## 文化財

### 福島県指定文化財
- 史跡
  - 竜ケ塚古墳 - 1980年（昭和55年）3月28日指定[4]。

## 関連施設
- 天栄村ふるさと文化伝承館（天栄村大里八石）

## 関連文献
（記事執筆に使用していない関連文献）
- 『龍ケ塚古墳調査概報 -福島県天栄村に於ける周湟確認調査-』天栄村教育委員会、1980年。
- 「龍ヶ塚古墳」『天栄村史 第2巻（資料編1 原始・古代・中世・近世編）』天栄村、1986年。